# Spinaechmina
Spinaechmina is een geslacht van uitgestorven kreeftachtigen uit de klasse van de Ostracoda (mosselkreeftjes).

## Soorten
- Spinaechmina keitumensis Schallreuter, 1984 †
- Spinaechmina taurea (Keenan, 1951) Schallreuter, 1984 †
- Spinaechmina wolfensis (Copeland, 1977) Schallreuter, 1984 †